# Fürth (huyện)
Fürth là một huyện ở bang Bayern, Đức. Huyện này giáp các huyện (từ phía đông theo chiều kim đồng hồ): the cities of Fürth và Nuremberg, and by các huyện of Roth, Ansbach, Neustadt (Aisch)-Bad Windsheim và Erlangen-Höchstadt.
Huyện đã được lập năm 1972.
Năm 2003, trung tâm hành chính được dời từ Fürth đến Zirndorf. Tuy nhiên, Fürth vẫn là thủ phủ chính thức.

## Thị xã và đô thị
| Thị xã                                           | Đô thị |
| ------------------------------------------------ | --- |
| 1. Langenzenn 2. Oberasbach 3. Stein 4. Zirndorf | 1. Ammerndorf 2. Cadolzburg 3. Großhabersdorf 4. Obermichelbach 5. Puschendorf 6. Roßtal 7. Seukendorf 8. Tuchenbach 9. Veitsbronn 10. Wilhermsdorf |